# Dos valses de Pushkin
Serguéi Prokófiev escribió los Dos Valses de Pushkin (Op. 120) en 1949.

## Contexto
Los valses fueron compuestos por encargo del Comité de Radio Moscú, para el 150 aniversario del nacimiento de Pushkin en 1949.

## Movimientos
Los dos valses (que duran alrededor de 8 minutos) se titulan:
1. Allegro espressivo (fa mayor)
2. Allegro meditativo (do sostenido menor)

## Instrumentación
La obra está escrita para 2 flautas, 2 oboes, corno inglés, 2 clarinetes, clarinete bajo, 2 fagotes, 4 trompas, 2 trompetas, 3 trombones, tuba, timbales, bombo, caja, caja china, platillos, pandereta, triángulo, y cuerdas.

## Estreno
El estreno tuvo lugar el 1 de enero de 1952, Moscú (radio), dirigido por Samuel Samosud. 